# Odiah Sidibé
Odiah Sidibé-Khomiakoff, francoska atletinja, * 13. januar 1970, Fréjus, Francija.
Nastopila je na poletnih olimpijskih igrah v letih 1992 in 1996, osvojila je četrto in šesto mesto v štafeti 4x100 m. Na svetovnih prvenstvih je v isti disciplini osvojila srebrno medaljo leta 2001, na evropskih prvenstvih naslov prvakinje leta 2002, na evropskih dvoranskih prvenstvih pa srebrno in bronasto medaljo v teku na 60 m.